# ABU Radio Song Festival 2012

Länder, 2012 teilgenommen haben
Länder, die durch die Jury-Vorauswahl ausgeschieden sind

Das ABU Radio Song Festival 2012 war die erste Ausgabe des jährlich stattfindenden ABU Radio Song Festivals. Der Wettbewerb fand am 11. Oktober in der KBS Hall in Südkoreas Hauptstadt Seoul statt. Von den 26 durch 18 TV-Stationen in 15 verschiedenen Ländern eingereichten Liedern erreichten 13 durch eine Jury-Vorauswahl das Finale am 11. Oktober. Ursprünglich waren zwei weitere Beiträge für das Finale qualifiziert gewesen, jedoch zogen Fidschi und Sri Lanka ihre Finalbeiträge aus unbekannten Gründen zurück, wobei Fidschi mit einem weiteren Beitrag vertreten war, der aber die Jury-Vorauswahl nicht überstand.
Südkorea gewann den Grand Prix Award und damit das Festival, das bisher einzige als Wettbewerb und nicht als Gala konzipierte aller ABU Song Festivals, mit der Boyband Bily Acoustie und ihrem Lied For A Rest.

## Vorgeschichte
Die Asia-Pacific Broadcasting Union (ABU) hatte bereits von 1985 bis 1987 einen vom Eurovision Song Contest inspirierten Wettbewerb für seine Mitglieder veranstaltet, den ABU Popular Song Contest, an dem 14 Länder teilnahmen. Das Konzept der Show ähnelte dem des Radio Song Festivals mit einer Jury, die über den Sieger bestimmen konnte. Sieger waren Südkorea, Neuseeland und Australien. Von 1989 bis 1991 gab es eine Ko-Produktion der ABU-Mitglieder und Jugoslawien sowie Finnland, die unter dem Namen ABU Golden Kite World Song Festival in Malaysia stattfand.
2008 bot die Europäische Rundfunkunion (EBU) der ABU eine Partnerschaft zum Aufbau eines Asiavision Song Contest an, jedoch ergab sich nichts und im September 2008 wurde bekannt, dass die EBU das Konzept für eine asiatische Variante an ein Privatunternehmen namens Asiavision Pte. Ltd. in Singapur verkauft hatte. Die Originalbezeichnung lautete Asiavision Song Contest, wurde aber später auf Bitte der ABU hin zu Our Sound – The Asia-Pacific Song Contest, da Asiavision eine Bezeichnung des Nachrichten-Austauschsystems der ABU ist. Der Wettbewerb sollte ursprünglich als Liveshow mit Televoting erstmals 2009 ausgetragen werden, wurde dann aber auf März 2010 (in Macau) und danach auf November 2010 (in Mumbai) verschoben mit der Begründung, dass es „ungeklärte Angelegenheiten zwischen den Organisatoren und der EBU“ gebe.
Kurz vor der Erstausrichtung der ABU Song Festivals befasste sich die ABU mit der möglichen Austragung eines ABU ASEAN TV Song Festivals in Thailand. Die ersten ASEAN Song Contests wurden in der Zeit zwischen 1981 und 1997 ausgetragen, seit 2011 finden die Wettbewerbe jedoch ausschließlich in Zusammenarbeit der ASEAN-Radiostationen wie Bintang Radio ASEAN statt.
Im November 2011 gab die ABU bekannt, dass sie zukünftig ihre eigenen TV und Radio Song Festivals in Seoul, der südkoreanischen Hauptstadt, zeitlich mit der 49. Generalversammlung im Oktober 2012 zusammenfallend, austragen werde. Der Name Asiavision Song Contest wurde als Möglichkeit gehandelt, schlussendlich wurden aber die Bezeichnungen ABU Radio Song Festival und ABU TV Song Festival gewählt.

## Austragungsort

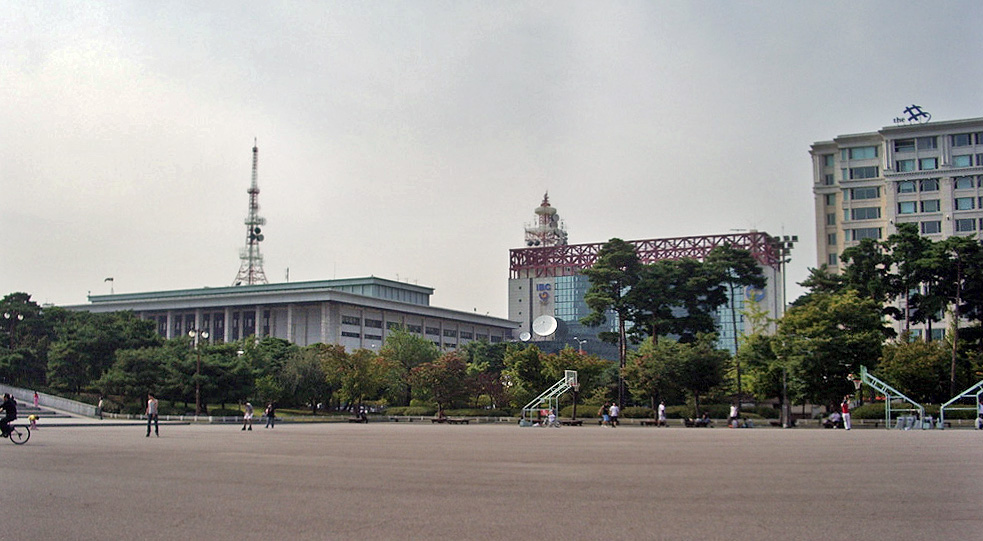
Austragungsort

Seoul ist die Hauptstadt Südkoreas, die Einwohnerzahl beträgt 10 Millionen. Seoul das Zentrum der Metropolregion Sudogwon und liegt am Fluss Hangang. Zu diesem Ballungsraum gehören unter anderem die Millionenstädte Incheon und Suwon, und es leben etwa 25,4 Millionen Menschen (49,4 % der Südkoreaner) dort. Damit konzentriert sich etwa die Hälfte aller Südkoreaner in der Stadt Seoul und deren Satellitenstädten. Die Seouler Metropolregion Sudogwon gilt als zweitgrößter Ballungsraum der Welt nach Tokio-Yokohama. Neben ihrem Status als Hauptstadt und bevölkerungsreichste Stadt Koreas ist Seoul zudem auch das Finanz-, Kultur- und Bildungszentrum von Südkorea. Die Stadt war Gastgeber verschiedener Sportveranstaltungen, wie z. B. der Olympischen Sommerspiele 1988 und einer der Austragungsorte der Fußball-Weltmeisterschaft 2002.
Die KBS Hall befindet sich im Senderzentrum der KBS im Stadtteil Yeouido. Sie wurde am 7. September 1991 eröffnet und hat eine Kapazität von 1.824 Zuschauern.

## Austragender Fernsehsender
Als Mitglied der ABU trug Korean Broadcasting System (KBS) das 1. ABU Radio Song Festival aus. Im Gegensatz zum Eurovision Song Contest findet die asiatische Variante in Form eines TV- und eines Radio-Festivals statt. Das 1. ABU Radio Song Festival fiel zeitlich mit dem der 49. Generalversammlung der ABU zusammen, die ebenfalls in Seoul stattfand.

## Teilnehmer
Dreizehn Beiträge nahmen am Festival teil und wurden durch die ABU ausgewählt, elf der 26 Einsendungen konnten sich nicht qualifizieren. Fidschi und Sri Lanka zogen ihre bereits qualifizieren Beiträge kurzfristig zurück. Nur 2012 erhielten die ersten fünf Beiträge Auszeichnungen.
| Startnr. | Land                 | Sprache            | Interpret       | Lied                  | Ungefähre Bedeutung im Deutschen | Preis                   |
| -------- | -------------------- | ------------------ | --------------- | --------------------- | -------------------------------- | ----------------------- |
| 1        | Südkorea (Gastgeber) | Koreanisch         | Afrodino        | Pepperoni (페퍼 로니) | –                                | –                       |
| 2        | Brunei               | Malaysisch         | Maria Aires     | Yang terindah         | So wunderschön                   | Silver Award (3. Platz) |
| 3        | Malaysia             | Englisch           | K-Town Clan     | Party Animal          | Partytier                        | Jury Award (5. Platz)   |
| 4        | Vanuatu 1            | Englisch           | Sammy Ray Jones | Rinet                 | –                                | Bronze Award (4. Platz) |
| 5        | Pakistan             | Urdu               | Bilal Ahmed     | Wada (وعدہ)           | Versprechen                      | –                       |
| 6        | Malaysia             | Malaysisch         | Sabhi Sadhi     | Waktu                 | Zeit                             | –                       |
| 7        | Bhutan               | Englisch, Dzongkha | Dechen Wangmo   | Black As Snow         | Schwarz wie der Schnee           | –                       |
| 8        | Iran                 | Persisch           | Man Brothers    | Iran (ایران)          | –                                | –                       |
| 9        | Australien           | Englisch           | Danielle Blakey | Fearless              | Furchtlos                        | Gold Award (2. Platz)   |
| 10       | Indonesien           | Indonesisch        | Rando Sembiring | Menunggu              | Wartend                          | –                       |
| 11       | Singapur             | Englisch           | Jae Ang         | Promise Me            | Versprich mir                    | –                       |
| 12       | Vietnam              | Vietnamesisch      | Chu Mạnh Chương | Quê Hương Ơn Bác      | Heimatliche Dankbarkeit, Onkel   | –                       |
| 13       | Südkorea (Gastgeber) | Englisch           | Bily Acoustie   | For A Rest            | Für einen Rest                   | Grand Prix (1. Platz)   |

Folgende elf Beiträge konnten sich nicht für das Festival qualifizieren:
| Land        | Sprache             | Interpret                                       | Lied                                | Ungefähre Bedeutung im Deutschen |
| ----------- | ------------------- | ----------------------------------------------- | ----------------------------------- | -------------------------------- |
| Bhutan      | Dzongkha            | Sonam Tshewang                                  | Nga num che                         |                                  |
| Fidschi     | Englisch            | Luisa Serevi & Losana Masitabua                 | Help Me To Conserve                 | Hilf mir zu bewahren             |
| Indien      | Malayalam, Englisch | Bimblotica                                      | I'm A Girl                          | Ich bin ein Mädchen              |
| Indien      | Sanskrit            | Mathur Lakshmi Keshava & Group                  | Vayam atra sanjataha asmakam punyam |                                  |
| Indonesien  | Indonesisch         | Dorkas Lea Waroy                                | Aku rindu                           | Ich vermisse                     |
| Iran        | Instrumental        | Heidar & Shokrollah Sepahvand & Nabi Razazadeh  | Tone Of Joyful Music Of Lorestan    | Ton freudiger Musik aus Lorestan |
| Iran        | Instrumental        | Mohsen Nafar                                    | Dast Afshan (دست افشان)             | Tanzen                           |
| Iran        | Persisch, Englisch  | Shayan Bohluli, Amin Alizadeh & Hamed Khodadadi | The First Day Of Spring             | Der erste Frühlingstag           |
| Fidschi     | Englisch            | Luisa Serevi & Losana Masitabua                 | Help Me To Conserve                 | Hilf mir zu bewahren             |
| Kirgisistan | Kirgisisch          | Askat Musabekow                                 | Sagynam (Сагынам)                   | Verschwunden                     |
| Sudan       | Sanskrit            | Abdel Gadir Salim                               | Bessama (قتل)                       | Gift                             |

Folgende Beiträge wurden vom Wettbewerb zurückgezogen:
| Land      | Sprache       | Interpret         | Lied                         | Ungefähre Bedeutung im Deutschen |
| --------- | ------------- | ----------------- | ---------------------------- | -------------------------------- |
| Fidschi   | Englisch      | Sevanaia Yacalevu | Time For A Change            | Zeit für einen Wechsel           |
| Sri Lanka | Singhalesisch | Surendra Perera   | Wehi pabalu sali (වැහි පබළු සැලී) | Regentropfen                     |

## Jurymitglieder
Folgende Personen stimmten bei der Verteilung der Awards ab:
| Land       | Organisation | Jurymitglied         |
| ---------- | --- | -------------------- |
| Australien | Marketing- & Kommunikationsleiter, Australian Broadcasting Corporation/Radio Australia                                                       | Mark Hemetsberger    |
| China      | Abteilung für internationale Beziehungen (RTPRC), China Radio International                                                                  | Qi Song              |
| Indien     | Programmdirektor, All India Radio | K. Vageesh           |
| Iran       | Berater – Präsident des Radios für internationale Angelegenheiten und Leiter, Radio International Festival Islamic Rep. of Iran Broadcasting | Behrooz Razavi Nejad |
| Malaysia   | Leiter, Traxx FM Radio Television Malaysia                                                                                                   | Rohani Harithuddin   |
| Malaysia   | Stellvertretender Vorsitzender Rundfunk, Star Group                                                                                          | Kudsia Kahar         |
| Singapur   | Vizepräsident, Malay/Indian & Expat. Programming, Radio Mediacorp Pte. Ltd                                                                   | Zakiah Halim         |
| Südkorea   | Produzent, Korean Broadcasting System | Choong Eon Lee       |
| Südkorea   | Produzent, Korean Broadcasting System | Kwan Mo Yoo          |
| Südkorea   | Produzent, Korean Broadcasting System | In Cheol Hyun        |
| Südkorea   | Produktionsleiter, Korean Broadcasting System                                                                                                | Hyu Cheong Cho       |
| Sri Lanka  | Gruppenleiter, MBC Networks Private Ltd | Shanthi Bhagirathan  |
| Vietnam    | Abteilung für internationale Kooperation, Voice of Vietnam                                                                                   | Nguyen Thi Thu       |

## Internationale Übertragung
Jedes teilnehmende Land konnte den Wettbewerb in ihrem Netzwerk mit Kommentar in der jeweiligen Muttersprache zur Vermittlung von weiteren Informationen übertragen. Es wurde nicht live übertragen, obwohl jede Rundfunkanstalt sich verpflichtet hatte den Wettbewerb zwischen Oktober und November 2012 auszustrahlen. Die erwartete Zuschauerzahl lag mit 2 Milliarden Menschen zehnmal so hoch wie die des Eurovision Song Contest mit ca. 200 Millionen Zuschauern.
- Australien – Commercial Radio Australia
- Bhutan – Centennial Radio
- Brunei – Radio Televisyen Brunei
- Fidschi – Fiji Broadcasting Corporation
- Indien – All India Radio
- Indonesien – Radio Republik Indonesia
- Iran – Islamic Republic of Iran Broadcasting / Soroush Multimedia Corp.
- Malaysia – Radio Televisyen Malaysia / Astro All Asian Network
- Pakistan – Pakistan Broadcasting Corporation
- Singapur – MediaCorp
- Südkorea – (21. Oktober 2012) KBS 2FM/KBS Radio 2
- Sri Lanka – MBC Networks
- Sudan – Sudan Radio
- Vanuatu – Australian Broadcasting Corporation
- Vietnam – Voice of Vietnam